# Христо Ботев (стадион, Благоевград)
«Христо Ботев» — стадион в Болгарии, домашний стадион футбольного клуба «Пирин». Расположен в городе Благоевград.
В 2009 году на стадионе началась реконструкция. Обновление обошлось в € 1,5 млн и было завершено в 2010 году.
Вместимость стадиона — 7500 человек. Центральная трибуна рассчитана на 6000 мест, а гостевая на 1000. Также между центральной трибуной и гостевым сектором располагается буферная зона вместимостью в 500 человек.

## История
Стадион «Христо Ботев» был построен в 1934 году, изначально там находилась только платформа с деревянными скамейками. В 1973 году на стадионе впервые были сыграны матчи группы «А», после того, как футбольный клуб «Пирин» смог войти в элиту. Клуб и местная община решили расширить стадион, чтобы на футбол смогло прийти ещё больше болельщиков.
После обновления в первом матче на «Христо Ботев» Пирин играл со Славией. Стадион посетили 17000 зрителей, что на сегодняшний день считается самой посещаемой домашней игрой в истории клуба. Пирин выиграл 2-1, но больше любопытен тот факт, что под давлением фанатов новая платформа начала сильно трястись и они были вынуждены покинуть сектор.
2 июня 1993 года на стадионе «Христо Ботев» состоялся финал Кубка Болгарии между клубами ЦСКА и Ботев. Это был самый посещаемый футбольный матч в истории Благоевграда. На стадионе присутствовало 18000 болельщиков. ЦСКА победил со счетом 1-0 и выиграл Кубок Болгарии в 15-й для себя раз.
В 1994 году на этом стадионе впервые состоялись матчи еврокубков. Пирин встречался с клубом Шан из Лихтенштейна и без проблем одолел его, одержав победы как в домашнем, так и гостевом матчах. Вторым соперником Пирина стал греческий Панатинаикос, который поставил точку на выступлениях болгарцев.
В начале нового столетия южная трибуна начала рушиться. В связи с этим вход на эту трибуну был закрыт для зрителей. В 2008 году она была окончательно разрушена. В период с 2000 по 2001 годы деревянные скамейки стадиона «Христо Ботев» были заменены на пластиковые сиденья белого и зелёного цветов. Таким образом, после 2008 года объект имел вместимость в 7000 зрителей, но затем была создана буферная зона и вместимость выросла до 7500 зрителей.
Летом 2009 года община Благоевграда начала реконструкцию объекта, стоимостью € 1,5 млн. Ремонт включал в себя обновление игровой поверхности, снабжая её современной дренажной и оросительной системами, помимо этого было заменено информационное табло. Реконструкция была завершена в марте 2010 года.
В сентябре 2012 года на стадионе было улучшено освещение, что дало возможность проводить матчи в более поздние часы.

## Дальнейшее развитие
Было принято решение по строительству Южной трибуны стадиона «Христо Ботев». Будущая платформа будет рассчитана на 3000 мест. Там будут располагаться раздевалки, тренажерный зал и восстановительный центр. Ожидается, что строительные работы начнутся в летом 2016 года.